# Jatilengger
Jatilengger is een bestuurslaag in het regentschap Blitar van de provincie Oost-Java, Indonesië. Jatilengger telt 3836 inwoners (volkstelling 2010).